# Saison 2014 de l'équipe cycliste Parkhotel Valkenburg

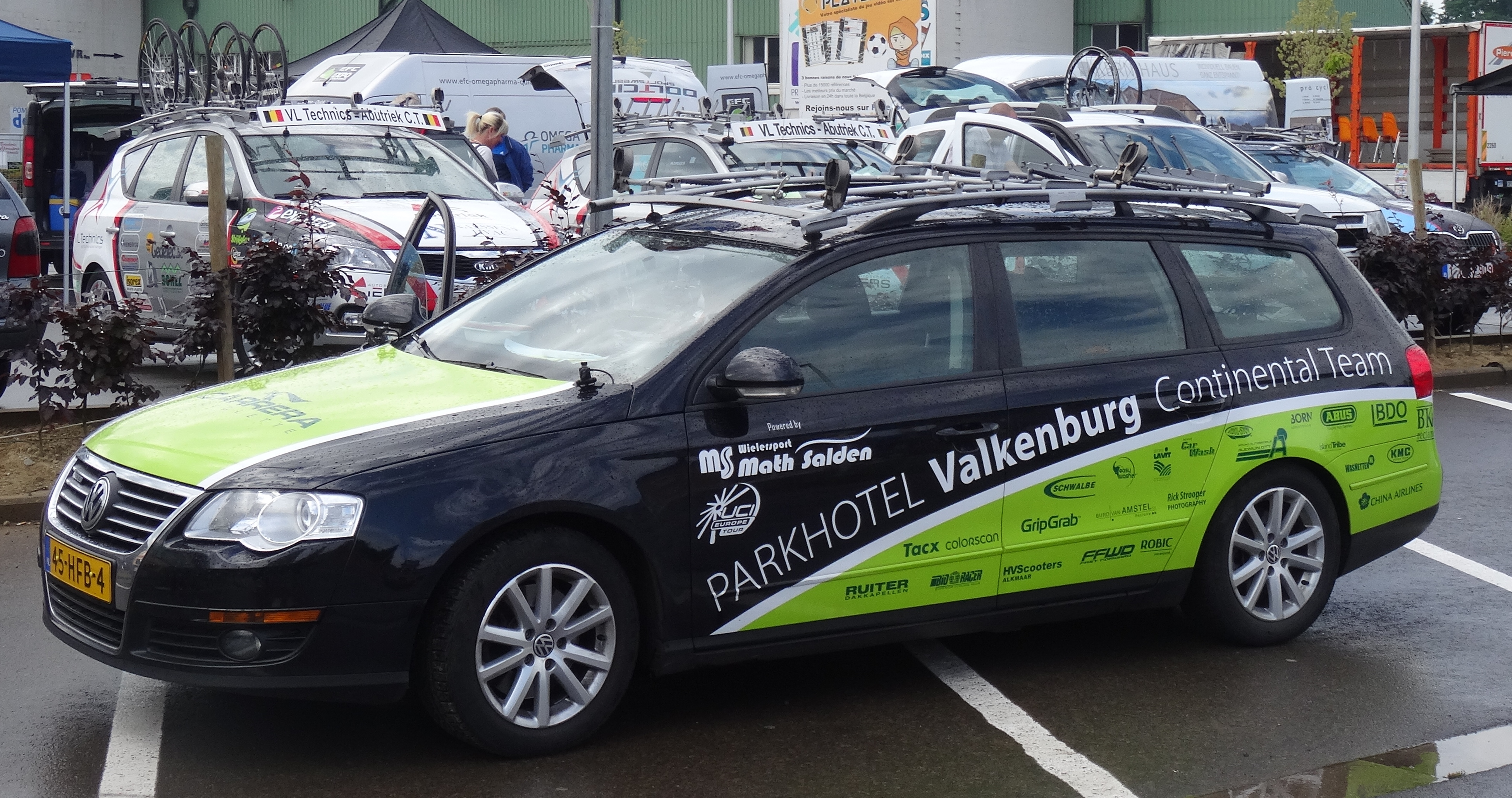
une des voitures de l'équipe lors du Mémorial Philippe Van Coningsloo 2014.

La saison 2014 de l'équipe cycliste Parkhotel Valkenburg est la septième de cette équipe mais la première en tant qu'équipe continentale.

## Préparation de la saison 2014

### Arrivées et départs
| Arrivées          | Équipe 2013          |
| ----------------- | -------------------- |
| Joris Blokker     | Ruiter-Dakkapellen   |
| Gert-Jan Bosman   | Rabobank Development |
| Remco Broers      | Vorarlberg           |
| Brian Bulgaç      | Lotto-Belisol        |
| Joris de Boer     | Ruiter-Dakkapellen   |
| Marco Hoekstra    | Haren GN             |
| Lars Horring      | Ruiter-Dakkapellen   |
| Mitchell Huenders | Ruiter-Dakkapellen   |
| Jenning Huizenga  | Ruiter-Dakkapellen   |
| Jaap Kooijman     | Parkhotel Valkenburg |
| Bram Nolten       | Croford              |
| Kai Reus          | De Rijke-Shanks      |
| Rutger Schellevis | Ruiter-Dakkapellen   |
| Rick van Breda    | Den Helder           |
| Rudy Vriend       | Schagen              |
| Marco Zanotti     |                      |

| Départs              | Équipe 2014                   |
| -------------------- | ----------------------------- |
| Niek Boom            | Baby-Dump                     |
| Stefan Cohnen        | TWC Maaslandster-Zuid Limburg |
| Arjen de Baat        |                               |
| Nicky Gieskens       | Restore EBH Elshof            |
| Glenn Hool           |                               |
| Yannick Janssen      | Bliz-Merida                   |
| Jaap Kooijman        |                               |
| Patrick Ruckert      | ARC Ulysses                   |
| Wayne Stijns         | WCL Bergklimmers              |
| Maarten van den Berg |                               |
| Sjoerd van Ginneken  | Metec-TKH Continental         |
| Jack Vermeulen       | GRC Jan van Arckel            |

## Coureurs et encadrement technique

### Effectif

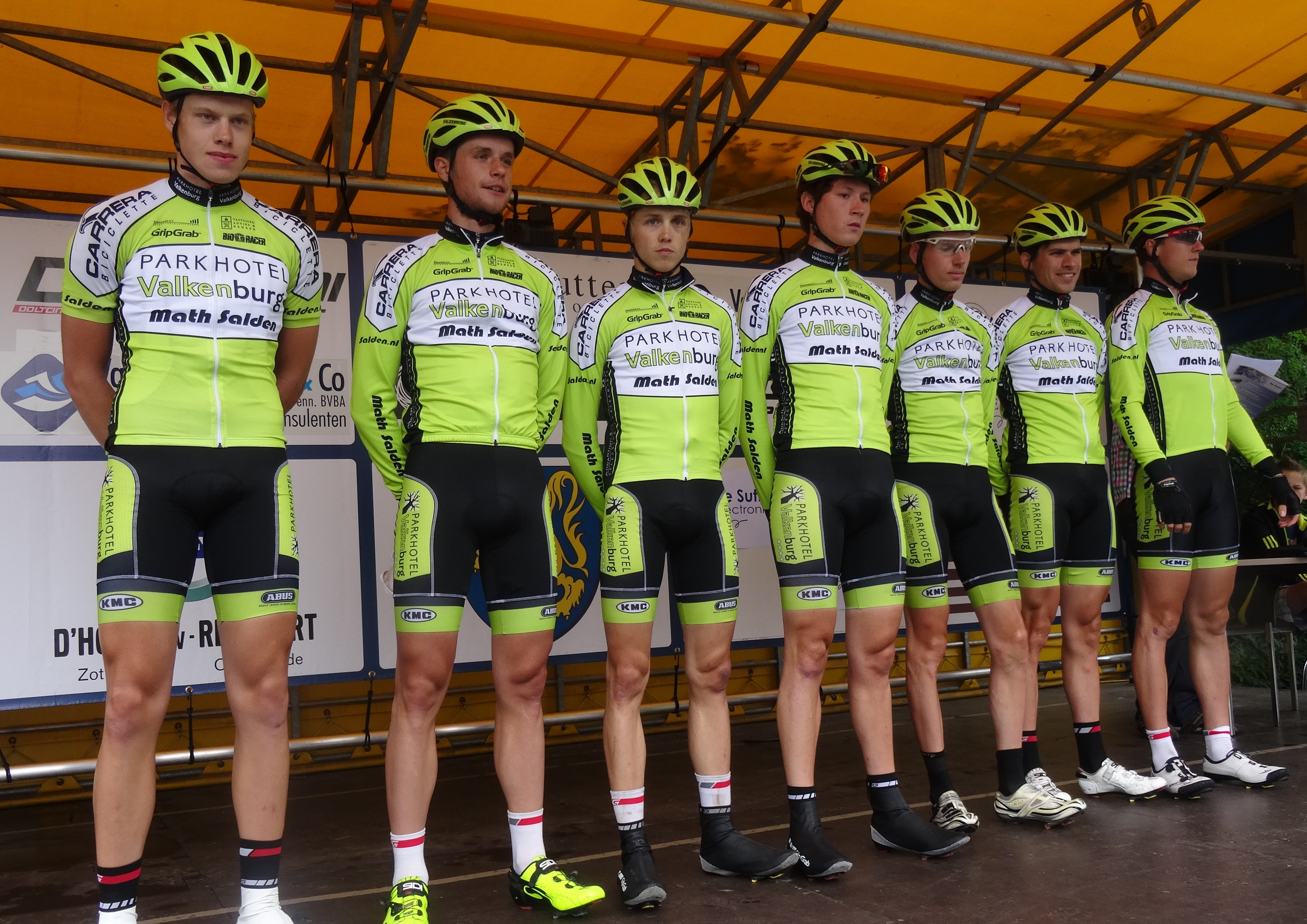
L'équipe lors du Circuit Het Nieuwsblad espoirs 2014.

Dix huit coureurs constituent l'effectif 2014 de l'équipe.
| Cycliste          | Date de naissance | Nationalité      | Équipe 2013          |
| ----------------- | ----------------- | ---------------- | -------------------- |
| Joris Blokker     | 20 septembre 1993 | Pays-Bas         | Ruiter-Dakkapellen   |
| Gert-Jan Bosman   | 16 août 1992      | Pays-Bas         | Rabobank Development |
| Remco Broers      | 15 mai 1988       | Pays-Bas         | Vorarlberg           |
| Brian Bulgaç      | 4 avril 1988      | Pays-Bas         | Lotto-Belisol        |
| Joris de Boer     | 18 août 1989      | Pays-Bas         | Ruiter-Dakkapellen   |
| Marco Hoekstra    | 3 juillet 1989    | Pays-Bas         | Haren GN             |
| Lars Horring      | 9 novembre 1987   | Pays-Bas         | Ruiter-Dakkapellen   |
| Mitchell Huenders | 12 juillet 1988   | Pays-Bas         | Ruiter-Dakkapellen   |
| Jenning Huizenga  | 29 mars 1984      | Pays-Bas         | Ruiter-Dakkapellen   |
| James Judd        | 8 septembre 1994  | Nouvelle-Zélande | Parkhotel Valkenburg |
| Jaap Kooijman     | 24 avril 1994     | Pays-Bas         | Parkhotel Valkenburg |
| Bram Nolten       | 19 mai 1991       | Pays-Bas         | Croford              |
| Jasper Ockeloen   | 10 mai 1990       | Pays-Bas         | Parkhotel Valkenburg |
| Kai Reus          | 11 mars 1985      | Pays-Bas         | De Rijke-Shanks      |
| Rutger Schellevis | 1er mars 1990     | Pays-Bas         | Ruiter-Dakkapellen   |
| Peter Schulting   | 19 août 1987      | Pays-Bas         | Parkhotel Valkenburg |
| Rick van Breda    | 16 février 1990   | Pays-Bas         | Den Helder           |
| Rudy Vriend       | 7 mai 1981        | Pays-Bas         | Schagen              |
| Marco Zanotti     | 10 septembre 1988 | Italie           |                      |

Portraits
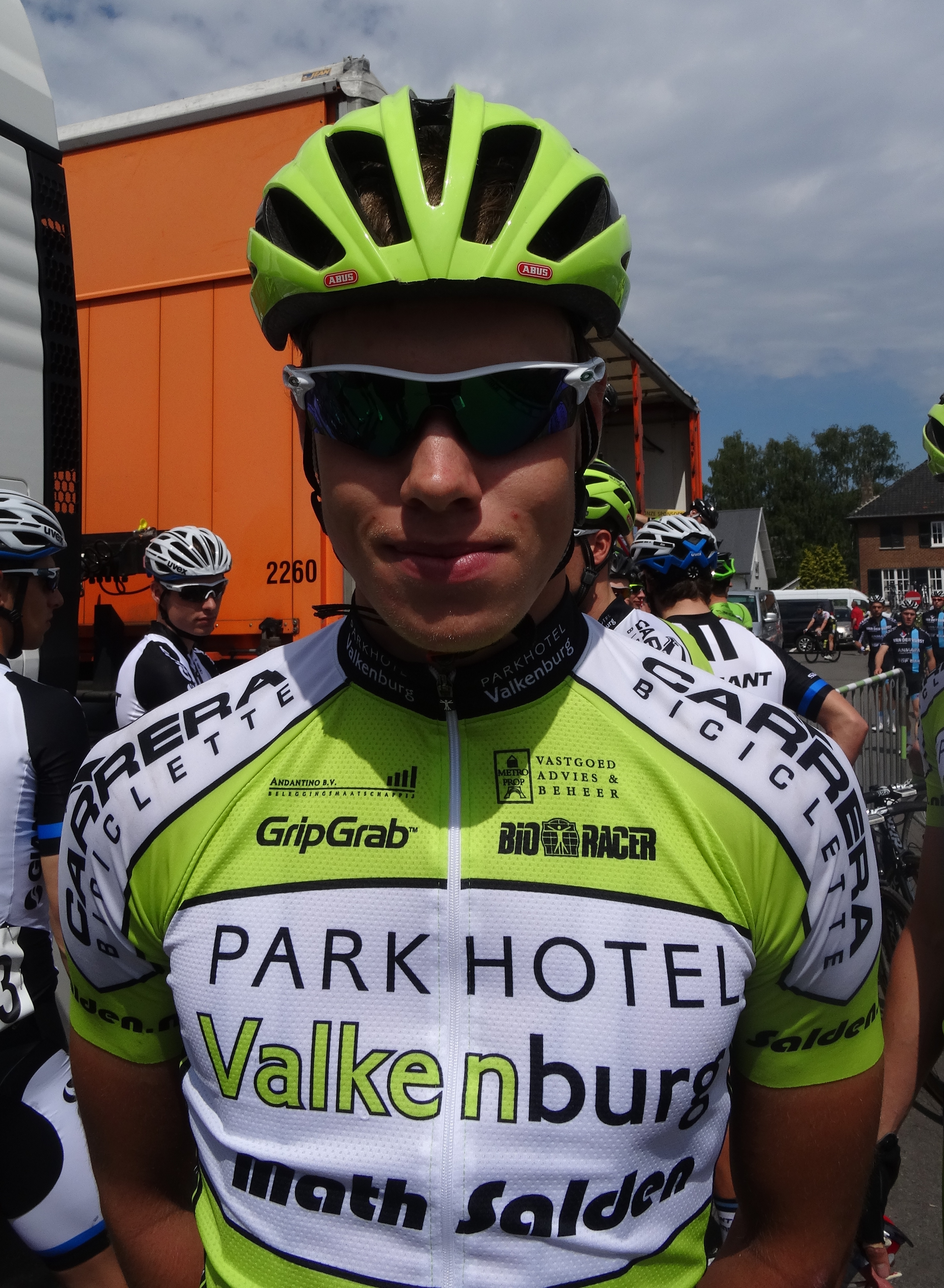
Joris Blokker.
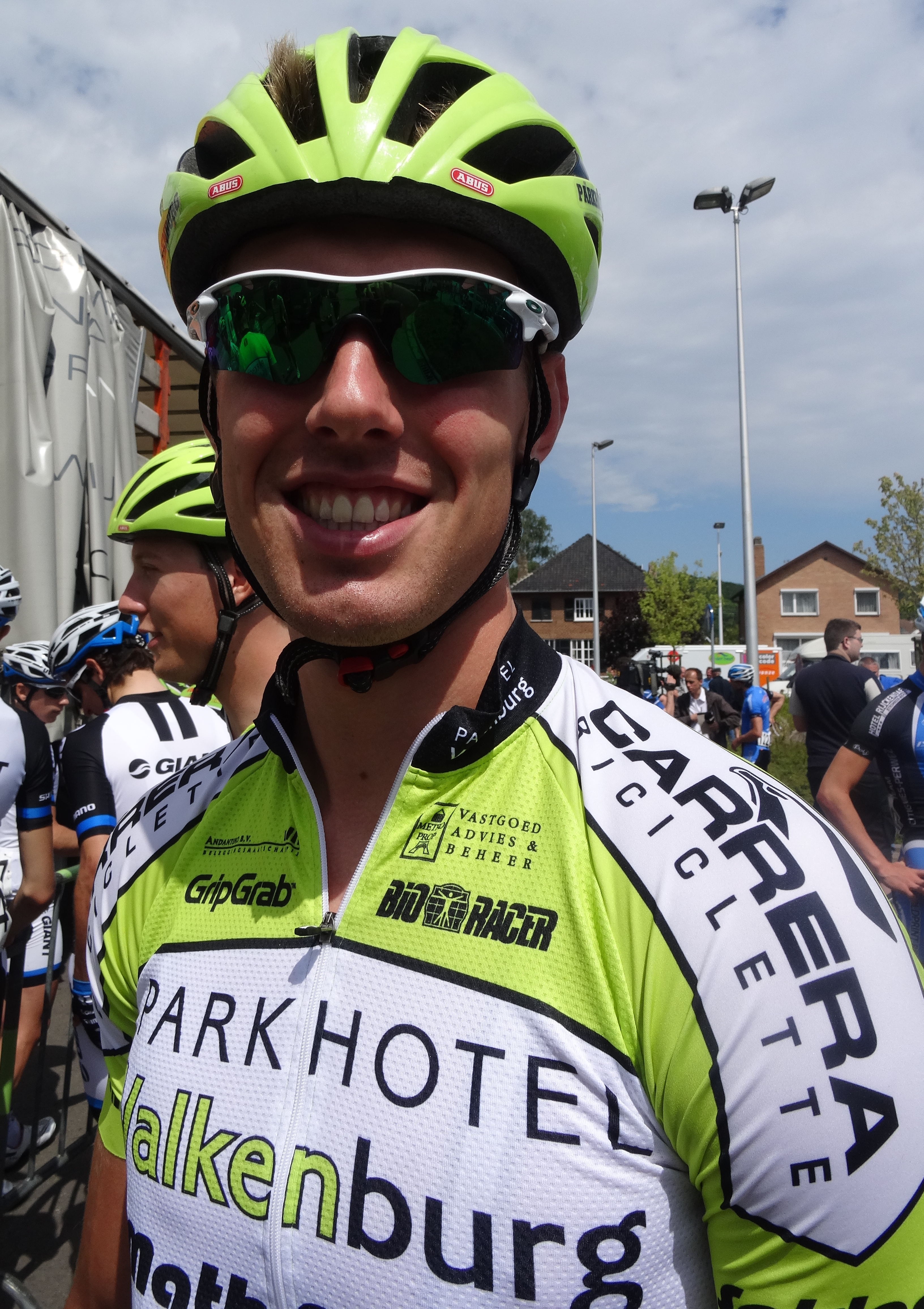
Marco Hoekstra.
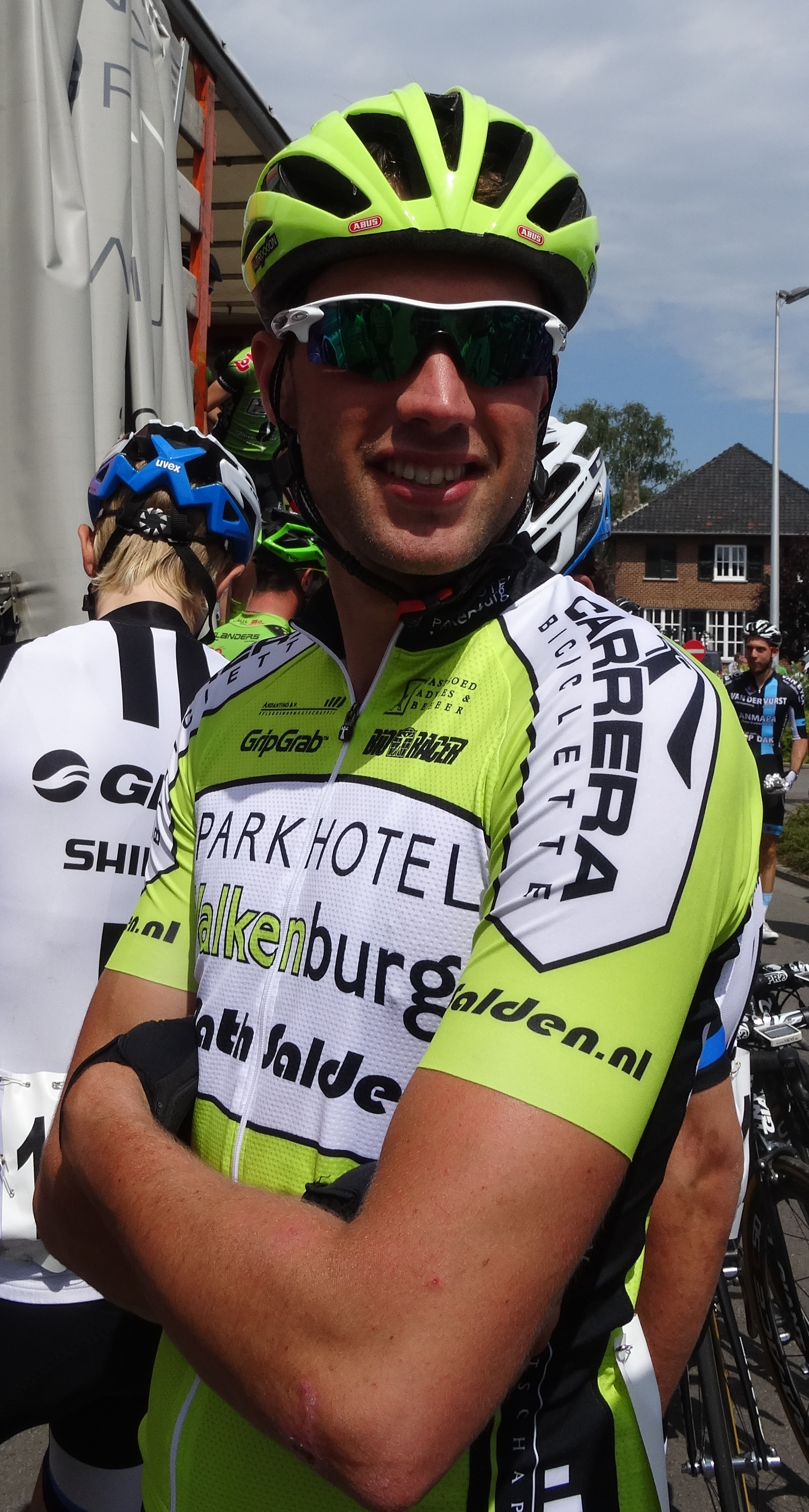
Mitchell Huenders.
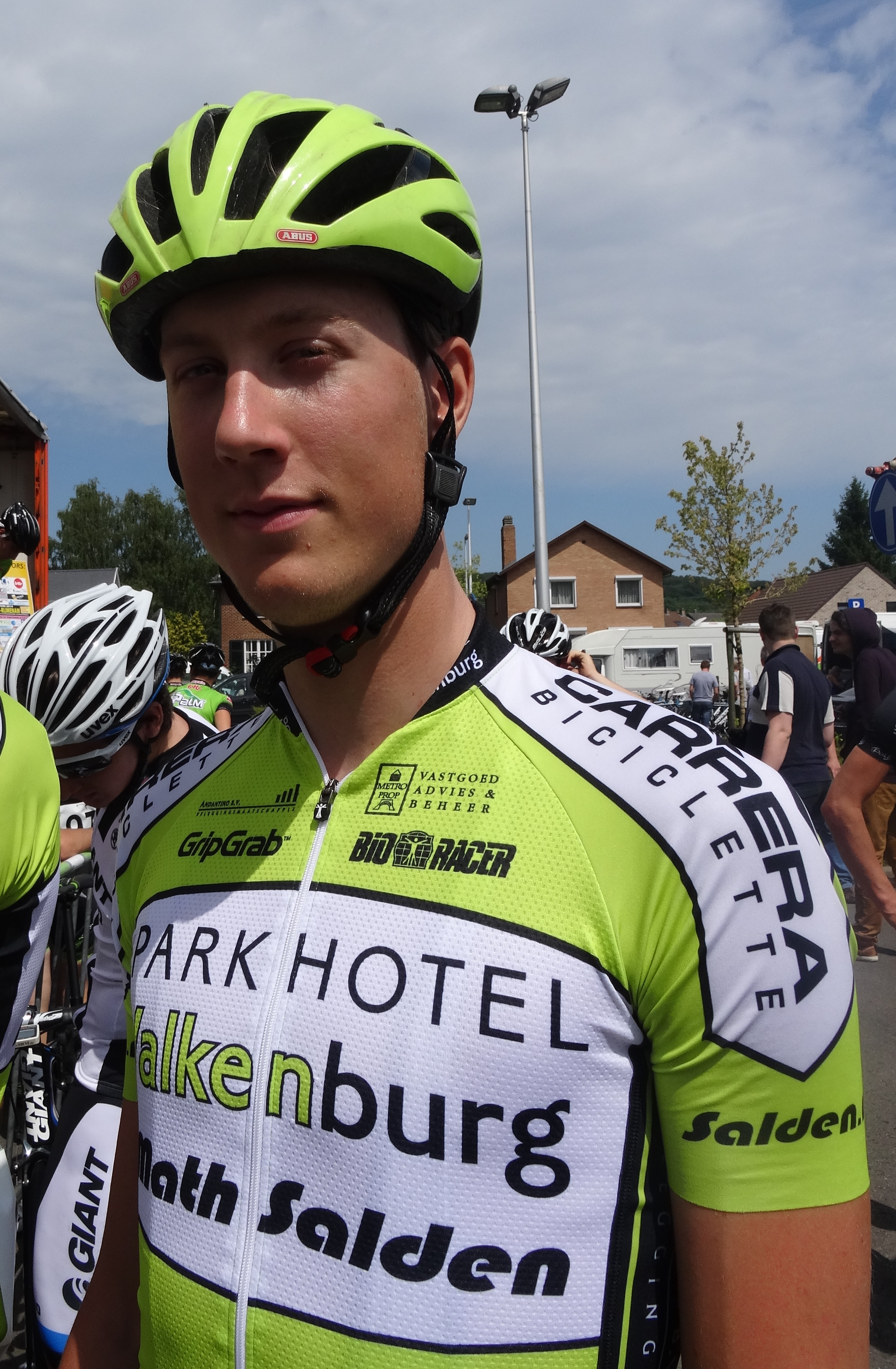
Bram Nolten.
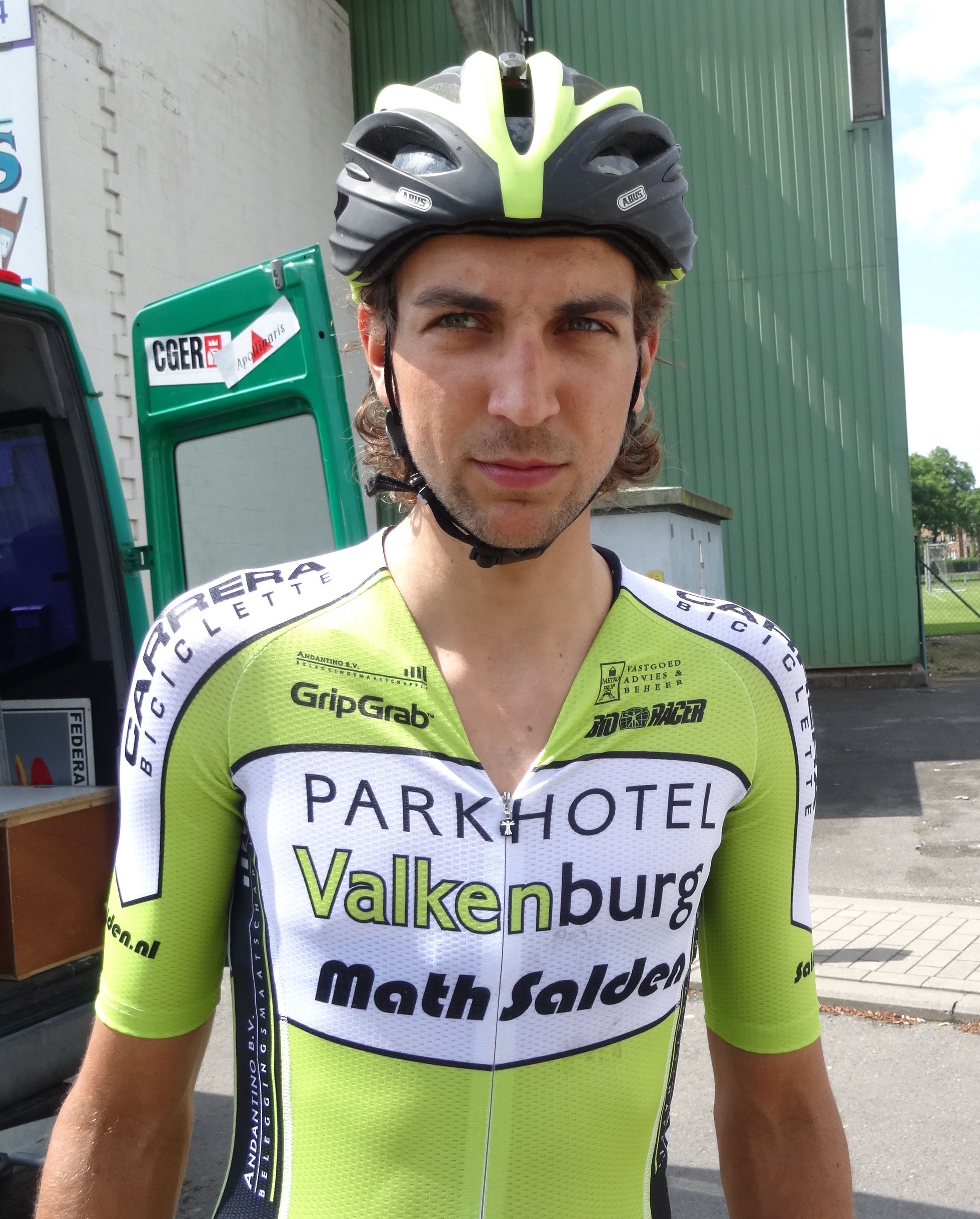
Jasper Ockeloen.
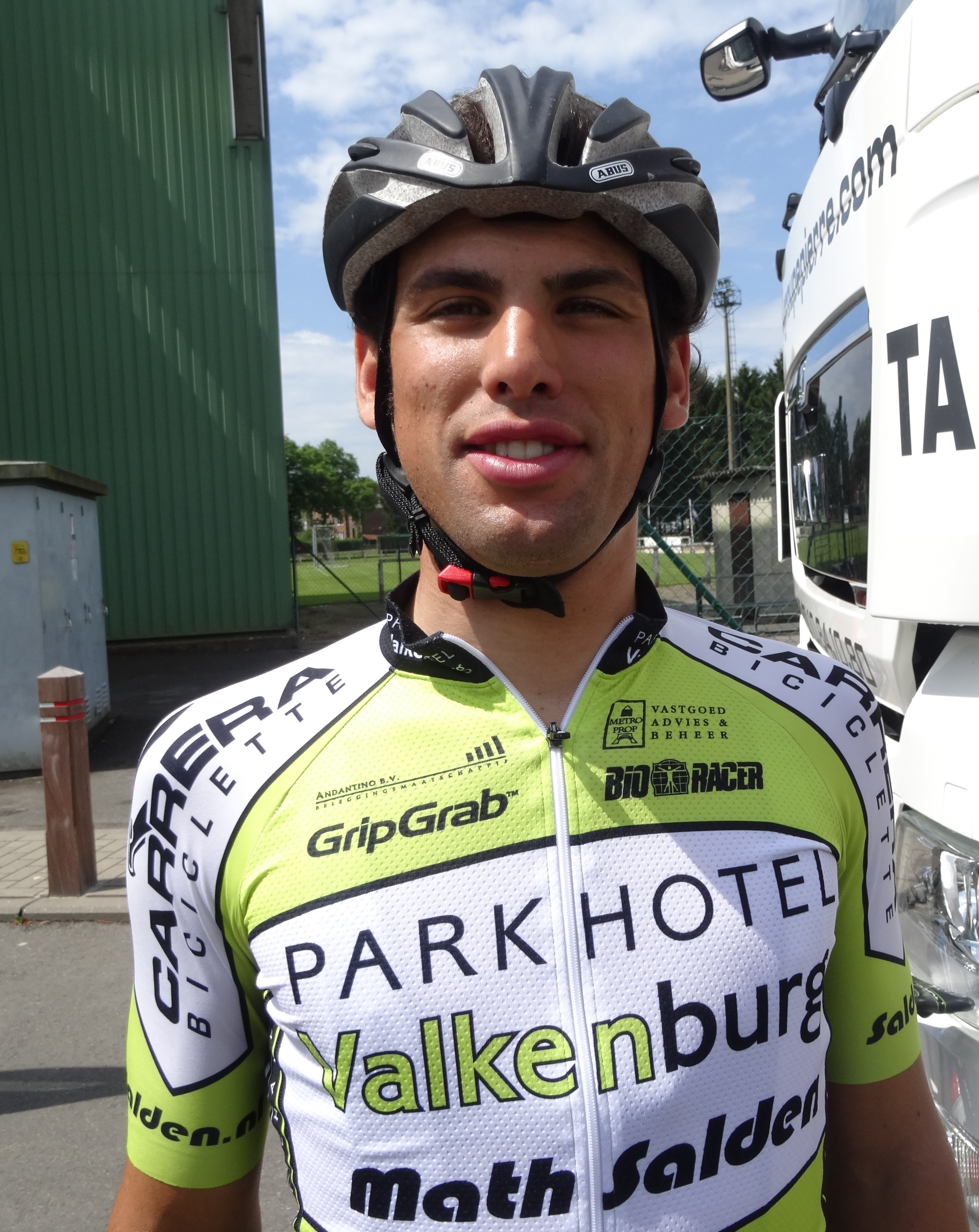
Peter Schulting.
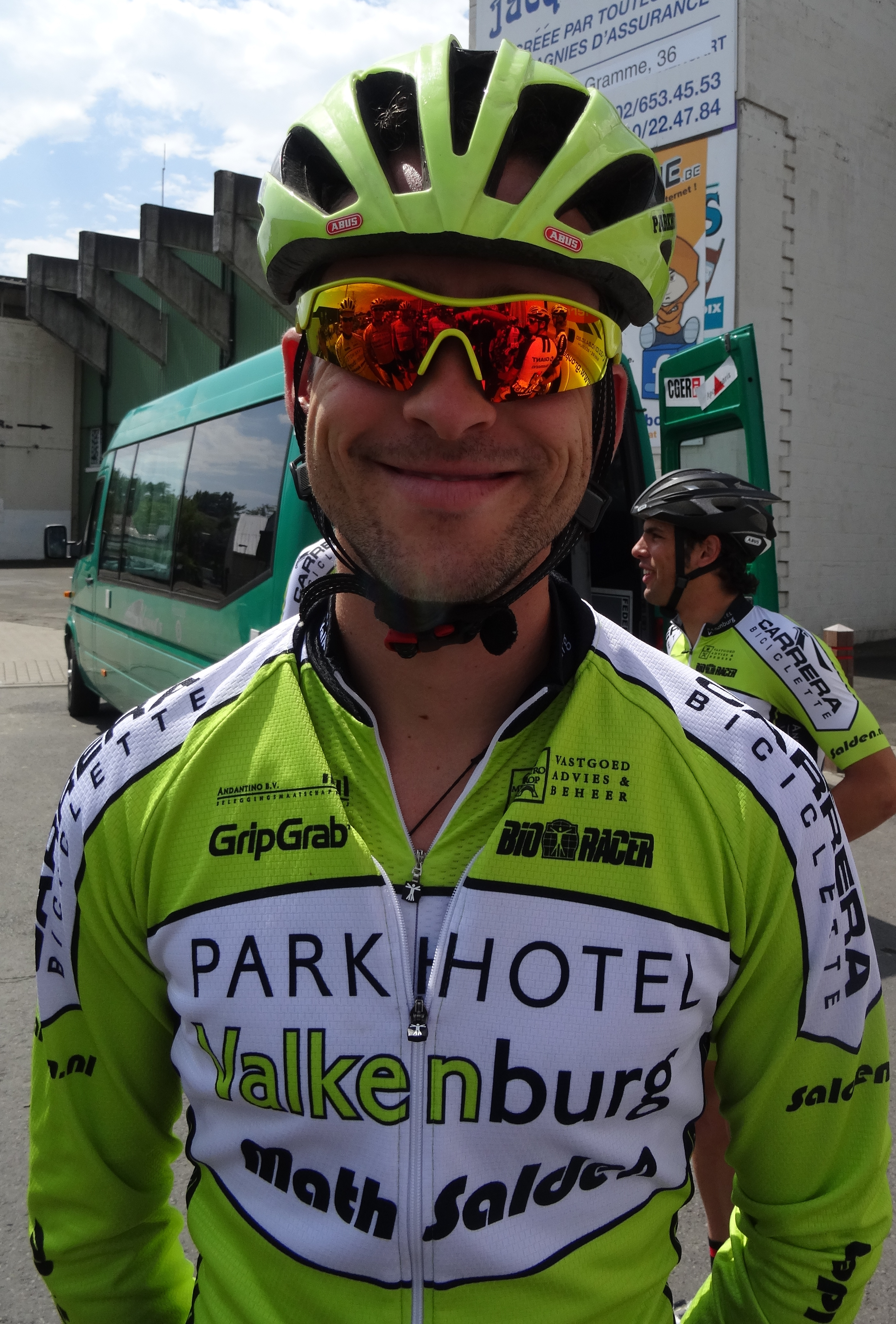
Marco Zanotti.

## Bilan de la saison

### Victoires
| Date       | Course                          | Pays     | Classe | Vainqueur     |
| ---------- | ------------------------------- | -------- | ------ | ------------- |
| 20/07/2014 | 3eb étape du Sibiu Cycling Tour | Roumanie | 2.1    | Marco Zanotti |

### Classements UCI

#### UCI Africa Tour
L'équipe Parkhotel Valkenburg termine à la 15e place de l'Africa Tour avec 42 points. Ce total est obtenu par l'addition des points des huit meilleurs coureurs de l'équipe au classement individuel, cependant seuls quatre coureurs sont classés,.
| Rang | Coureur         | Points |
| ---- | --------------- | ------ |
| 105  | Peter Schulting | 14     |
| 127  | Marco Hoekstra  | 11     |
| 128  | Rudy Vriend     | 11     |
| 173  | Remco Broers    | 6      |

#### UCI Asia Tour
L'équipe Parkhotel Valkenburg termine à la 35e place de l'Asia Tour avec 90 points. Ce total est obtenu par l'addition des points des huit meilleurs coureurs de l'équipe au classement individuel, cependant seuls deux coureurs sont classés,.
| Rang | Coureur        | Points |
| ---- | -------------- | ------ |
| 36   | Marco Zanotti  | 85     |
| 370  | Rick van Breda | 5      |

#### UCI Europe Tour
L'équipe Parkhotel Valkenburg termine à la 73e place de l'Europe Tour avec 125 points. Ce total est obtenu par l'addition des points des huit meilleurs coureurs de l'équipe au classement individuel, cependant seuls sept coureurs sont classés,.
| Rang | Coureur           | Points |
| ---- | ----------------- | ------ |
| 226  | Marco Zanotti     | 61     |
| 506  | Gert-Jan Bosman   | 20     |
| 608  | Jasper Ockeloen   | 15     |
| 623  | Bram Nolten       | 14     |
| 875  | Joris de Boer     | 6      |
| 899  | Peter Schulting   | 6      |
| 980  | Mitchell Huenders | 3      |